# 今池町 (瀬戸市)
今池町（いまいけちょう）は、愛知県瀬戸市效範連区の町名。丁番を持たない単独町名である。

## 地理
瀬戸市西部に位置する。西を汗干町、北を西追分町、東を追分町、南を共栄通と隣接している。

### 河川
- 瀬戸川[8] ： 町の南端、共栄通との町境付近を西流している。

- 瀬戸川（今池町・共栄通境）

### 学区
市立小・中学校に通う場合、学区は以下の通りとなる。また、公立高等学校普通科に通う場合の学区は以下の通りとなる。
| 番・番地等 | 小学校             | 中学校             | 高等学校 |
| ---------- | ------------------ | ------------------ | -------- |
| 全域       | 瀬戸市立效範小学校 | 瀬戸市立南山中学校 | 尾張学区 |

## 歴史

### 町名の由来
昔、このあたりに一の池、二の池と二つの池があったことから、池にちなんで名付けられたといわれる。

### 沿革
- 1943年（昭和18年）8月9日 - 瀬戸市大字今字追分の一部により、同市今池町として成立[2]。

## 世帯数と人口
2024年（令和6年）1月1日現在の世帯数と人口は以下の通りである。
| 町丁   | 世帯数  | 人口  |
| ------ | ------- | ----- |
| 今池町 | 173世帯 | 399人 |

### 人口の変遷
国勢調査による人口の推移。
| 1995年（平成7年）  | 256人 | [ 12 ] |  |
| 2000年（平成12年） | 243人 | [ 13 ] |  |
| 2005年（平成17年） | 442人 | [ 14 ] |  |
| 2010年（平成22年） | 447人 | [ 15 ] |  |
| 2015年（平成27年） | 385人 | [ 16 ] |  |
| 2020年（令和2年）  | 399人 | [ 17 ] |  |

### 世帯数の変遷
国勢調査による世帯数の推移。
| 1995年（平成7年）  | 87世帯  | [ 12 ] |  |
| 2000年（平成12年） | 89世帯  | [ 13 ] |  |
| 2005年（平成17年） | 167世帯 | [ 14 ] |  |
| 2010年（平成22年） | 160世帯 | [ 15 ] |  |
| 2015年（平成27年） | 144世帯 | [ 16 ] |  |
| 2020年（令和2年）  | 155世帯 | [ 17 ] |  |

## 交通

### 鉄道
町内に鉄道は走っていない。最寄り駅は名鉄瀬戸線瀬戸市役所前駅になる。

### バス
瀬戸市コミュニティバス「本地線」
- 陶生病院 - 瀬戸口駅 - 愛知医大 系統が走っているが、町内にバス停はない。最寄りのバス停は、新共栄橋北バス停・瀬戸市役所バス停になる。

※町内は走っていないが、名鉄バス「しなの線（瀬戸北線）」【1】【1H】【2】【2H】系統、同「東山線」【16H】【17H】系統の瀬戸市役所北バス停も最寄りのバス停である。

### 道路
町内に国道・県道は走っていない。

## 施設
- 天理教東旭分教会[8] ： 天理教の小牧大教会に属する分教会[18]。

- 天理教東旭分教会

## その他

### 日本郵便
- 郵便番号 : 489-0802[6]（集配局：瀬戸郵便局[19]）。